# Luciano Damiani
Luciano Damiani (* 14. Juli 1923 in Bologna; † 20. Juni 2007) war ein italienischer Bühnen- und Kostümbildner sowie Regisseur.

## Leben und Karrierebeginn
Damiani wuchs als einer von drei Söhnen eines Postbeamten in Bologna im Stadtteil Bolognina auf, einer seiner Jugendfreunde war der spätere prominente Operntenor Gianni Raimondi. Damiani wurde nach der Grundschule zunächst Schüler im Istituto Tecnico Guglielmo Marconi und erwarb als Kind im faschistischen Italien durch Zeichnungen Mussolinis sowie Kopien Raffaels, die Unterstützung für einen Besuch des Liceo artistico. Danach erhielt er ein Stipendium und konnte das Collegio Venturoli in Castelnuovo di Garfagnana nahe Lucca besuchen, ebenso wie das Liceo eine Einrichtung des faschistischen Staates. 1942 wurde er vom Staat dazu ausersehen, eine Reise in das damalige Deutsche Reich zu absolvieren, die ihn nach Villach, Wien, Salzburg und München führte. Wegen seiner Studien blieb es Damiani zunächst erspart, zum Kriegsdienst eingezogen zu werden. Später, als er doch noch Soldat werden musste, verdankte er es den Wirren des nahen Kriegsendes, dass ihm die Teilnahme an Kampfhandlungen erspart blieb. Allerdings wurde er wegen seiner Zugehörigkeit zum Heer der Republik von Salò verhaftet und als Faschist angeklagt, jedoch freigesprochen. Schließlich wurde er 1946 an die Akademie der Schönen Künste in seiner Heimatstadt Bologna aufgenommen, wo er unter anderem von Giorgio Morandi unterrichtet wurde. Für ein Bild erhielt er den ersten Preis, wurde zum Studentenvertreter gewählt, obwohl zwei Professoren ihn wegen seiner angeblichen faschistischen Vergangenheit ablehnten. Damianis Vater konnte das Missverständnis in einem persönlichen Gespräch klären. Für das Universitätstheater begann er zu dieser Zeit seine ersten Bühnenbilder zu entwerfen, unter anderem für Stücke von Luigi Pirandello und Eugene O’Neill.
Mit Giorgio Fumi gründete er eine Agentur, die sich dem Entwurf von Filmplakaten widmete. Ab 1949 leitete er die Agentur allein und mit zunehmendem Erfolg. Zugleich intensivierte er die bühnenbildnerische Arbeit in Bologna: am Theater La Soffitta, dem nach dem Mailänder Piccolo Teatro zweiten Teatro Stabile Italiens, sowie am Teatro Comunale. Dort lernte er die Chefs des Piccolo Teatro kennen, Paolo Grassi und Giorgio Strehler, die seine Bühnenbilder sahen. Wenige Tage später wurde Damiani von Grassi telegrafisch eingeladen, das Bühnenbild für das von Strehler zu inszenierende Stück Cammino sulle Acque von Orio Vergani zu entwerfen. Zugleich wurde er von der italienischen Filiale der US-Produktionsfirma Metro-Goldwyn-Mayer beauftragt, Kinowerbung, Plakate und Zeitungsinserate für Quo Vadis zu gestalten, wofür Damiani, mittlerweile verheiratet und Vater eines Sohns, später mit einem Preis bedacht wurde.

## Internationale Karriere als Bühnen- und Kostümbildner
Damiani schloss seine Bologneser Agentur und zog mit Frau Sara sowie Sohn Davide nach Mailand, wo er weitere Bühnenbilder für das Piccolo Teatro entwarf. Auch an der damals existierenden kleinen Bühne der Mailänder Scala, der Piccola Scala, war er tätig: 1955 für Strehlers Inszenierung von Domenico Cimarosas Oper Il matrimonio segreto (später als Gastspiel in ganz Europa gezeigt). Seine Vorstellungen konnte Damiani bei Bertolazzis El nost Milan erstmals möglichst umfassend realisieren. Später, bei Strehlers Platonov e gli altri (einer Version von Anton Tschechows Platonov) entwarf er erstmals auch die Kostüme. Zwischen 1959 und 1963 gestaltete Damiani die Ausstattung für vierundzwanzig Inszenierungen. 1963 erlangte Damianis Arbeit für Bertolt Brechts Leben des Galilei (Regie Strehler) erstmals internationale Berühmtheit. Dabei folgte er Brechts Intentionen, zeigte Theater nicht als Illusionsmaschinerie, sondern als bewusstes Bühnenspiel, und zeigte eine hell erleuchtete Bühne als Raum, in den Architekturmodelle und Häuserelemente hineingeschoben werden und die Eckdaten für das Stück darstellen. Gleichermaßen auf Interesse stieß Damianis Bühne für Carlo Goldonis Le baruffe chiozzote: Erneut ein Himmel, wechselnd zwischen Tag und Nacht, links und rechts knapp angerissene venezianische Häuserfassaden, am Horizont eine neblig hinter einem Tüllschleier sich abzeichnende ferne Landschaft. Das besondere Licht erreichte Damiani durch Alufolien, auf die das direkte Licht der Scheinwerfer gerichtet war, um danach diffus abgelenkt die Bühne zu erfüllen.
Noch berühmter und von Publikum wie Kritik als sensationell empfunden wurde 1965 Damianis Gestaltung von Wolfgang Amadeus Mozarts Die Entführung aus dem Serail (Regie Strehler, Dirigent Zubin Mehta) für die Salzburger Festspiele: ein gleißend heller Horizont schloss den Raum ab, auf einem Gedanken an die Commedia dell’arte evozierenden Bretterboden agierten die Sänger, die bei Gesangsnummern gleichsam aus dem Geschehen heraustraten und vor dem hellen Hintergrund wie Schattenrisse erschienen. Links und rechts wurden zweidimensionale, gemalte Elemente hereingeschoben, die die jeweiligen Szenen knapp illustrierten. Bis 1975 wurde diese Inszenierung in Salzburg gezeigt, 1972 kam sie auch an der Mailänder Scala heraus, in den 1980er Jahren in Paris und noch 2006 wurde sie am Teatro Real in Madrid gespielt. Sowohl für Strehler wie auch für Damiani bedeutete diese Inszenierung den internationalen Durchbruch.
In ihrer bühnenbildnerischen Konzeption ähnlich wie Galilei, Baruffe und Entführung, einige von deren Elementen aufgreifend sowie diese variierend war Damianis Gestaltung von Mozarts Don Giovanni 1967 an der Wiener Staatsoper (Regie Otto Schenk, Dirigent Josef Krips). Die Aufsehen erregende, bei der Premiere heftig umstrittene Inszenierung – die von der damaligen Wiener Kulturkorrespondentin der F.A.Z., Hilde Spiel, in höchsten Tönen gelobt wurde – verabschiedete sich von allen Aufführungstraditionen: Kein Sevilla war durch ein die Bühne stark verengendes, an der linken Seite mit einem klassizistischen Zitat angereichertes Portal zu sehen, sondern norditalienische Architekturelemente, die vor einem wieder für starkes Rücklicht sorgenden Horizont wechselnd gruppiert wurden. Das Stück spielte bis auf den Anfang nicht mehr in der Nacht, sondern am – mitunter strahlend hellen – Tag, auch die Friedhofsszene des zweiten Aktes. Damiani bezog sich auf die traditionelle Kulissenbühne, schuf normal dimensionierte, rampennahe Bauten, die von vorne nach hinten von stufenweise kleiner werdenden Elementen ergänzt wurden (besonders in den Straßenszenen). Die Umbauten fanden bei offener Szene und voller Beleuchtung statt, kein Vorhang trennte Bühne und Publikum. Die Sänger agierten wie schon in Salzburg auf einem Commedia-dell’arte-Bretterboden, und auch ihre Kostüme wiesen Anklänge an das Figurenpersonal dieser Theaterform auf. Mozarts und Da Pontes Oper, die zuvor zumeist als düsteres Drama angelegt war, erzählte Damiani als grotesk-ironisches italienisches Volksmärchen, dessen Abgründe durch die Ausstattung umso stärker hervortraten. Damiani fühlte Mozarts Skepsis gegenüber Autoritäten nach, deshalb zeigte er in der vorletzten Szene die Komtursstatue als ins Riesenhafte vergrößerte sizilianische Marionette, deren rechter Arm durch ein deutlich sichtbares Seil gehoben werden konnte. Don Giovanni wurde von einem den Bühnenhintergrund füllenden, großen roten, heftig wehenden Vorhang (das Höllenfeuer) umschlossen, der sich schließlich hob und ihn ins Freie stürzen ließ: der Mythos konnte nicht sterben. Fotos der Bühnenbildentwürfe dieser Inszenierung, die an der Staatsoper bis 1972 gezeigt wurde, veröffentlichte die Zeitschrift Theater heute im Juli 1967.
Ende der 1960er Jahre begann sich Damiani von Strehler zu lösen, mit dem er später nur noch vereinzelt zusammenarbeiten sollte: Beispielsweise 1966 für Cavalleria rusticana an der Mailänder Scala (Dirigent Herbert von Karajan); 1974 für eine viel beachtete Inszenierung von Anton Tschechows Der Kirschgarten am Piccolo Teatro, wo jeglicher Illusionismus gemieden wurde und sich unter einem Deckenvorhang mit Kirschblättern der Untergang einer Familie auf einer in den Zuschauerraum gezogenen Bühne vollzog; im selben Jahr bei Mozarts Die Zauberflöte bei den Salzburger Festspielen (Dirigent Karajan); 1975 für Goldonis Il campiello am selben Theater und 1978 bei William Shakespeares Der Sturm.
Damiani arbeitete oft mit dem italienischen Regisseur Luca Ronconi – dem großen Antipoden Strehlers – zusammen, mit dem er bedeutende Inszenierungen herausbrachte: 1975 erstmals am Wiener Burgtheater bei Die Vögel des Aristophanes und 1976 bei der Orestie des Aischylos. 1978 schufen Ronconi und Damiani eine zunächst umstrittene, später viel gelobte Inszenierung von Giuseppe Verdis Don Carlos an der Mailänder Scala, die das Drama als große Staatsaktion darstellte, und wo sehr exakte szenografische Elemente vor einem in wechselnden Farben erstrahlenden Rückhorizot betont wurden. 1980 gestalteten sie gemeinsam Verdis Macbeth an der Deutschen Oper Berlin (Dirigent Giuseppe Sinopoli), der mittlerweile auch als Fernsehaufzeichnung auf DVD vorliegt. In der Arbeit mit Ronconi hat sich Damiani von den für Strehler entwickelten Lösungen weit entfernt: Es überwiegen abstrakte, geometrisch akzentuierte Bauten, die sich zeitlicher Fixierung entziehen. Die Bühne wurde als sich kontinuierlich verwandelnde Maschine gedeutet, etwa bei der Wiener Orestie, wo sogar Laufbänder eingesetzt wurden.
In den späten 1970er Jahren begann Damiani – der bereits Anfang der 1970er Verdis Aida für die Arena di Verona inszeniert und ausgestattet hatte – auch wieder selbst als Opernregisseur (jeweils auch Bühnenbild und Kostüme) tätig zu werden, etwa bei Mozarts Idomeneo an der Deutschen Oper in Berlin – wo er auch Verdis Luisa Miller inszenierte, die auch in Paris gezeigt wurde – und später in Rom oder 1979 bei Gioachino Rossinis Mosè an der Scala (Dirigent Claudio Abbado). Am Teatro Regio in Parma inszenierte er 1987 Verdis Macbeth sowie Christoph Willibald Glucks Orfeo ed Euridice (Dirigent Arnold Östman). Zusätzlich erhielt er 1982 in Rom die Möglichkeit, sein eigenes Theater zu gründen: das Teatro di documenti, das er zusammen mit Ronconi und Sinopoli gegründet hat. Dort stellte er eigene Inszenierungen vor (nun erstmals auch Sprechtheater): 2006 etwa La Moscheta von Ruzante, für März ist Mandragola geplant.
Bühnenbildaufträge anderer Theater nahm Damiani nur noch selten wahr, so etwa 1988, als er noch einmal an das Burgtheater zurückkehrte, um für den Regisseur Claus Peymann Friedrich Schillers Wilhelm Tell auszustatten: ein kalter, grau-blau beleuchteter, winterlicher Raum, mit gigantischen Felsen, die sich immer wieder bedrohlich aus dem Schnürboden herabsenkten, und eine große Mauer, deren Zerstörung den Schweizern die ersehnte Freiheit brachte. 1996 kehrte er nochmals als Bühnenbildner nach Salzburg zurück, wo er La traviata von Giuseppe Verdi ausstattete (Dirigent Riccardo Muti, Regie Lluis Pasqual).
Damiani hat sich über Jahre hinweg für die Rechte der Bühnenbildner eingesetzt, als Autoren ihrer Werke anerkannt zu werden und dafür entsprechende Tantiemen zu erhalten. 1963 bot ihm die Akademie der bildenden Künste in Wien an, als Nachfolger von Caspar Neher die Bühnenbildklasse zu übernehmen. Jedoch lehnte Damiani ab, weil er an seiner Lehrbefähigung zweifelte sowie lieber die Position der Bühnenbildner in Italien festigen wollte.

## Werk
Damiani wird heute zu den wichtigsten Bühnenbildnern der Theatergeschichte gezählt. Entscheidend dafür waren die zahlreichen Innovationen, die Damiani einführte. Die Auffassung vom Bühnenbildner, der seine Zeichnungen abgibt und die Ausführung den Theatermitarbeitern überlässt, sagte ihm nicht zu, weil er auf der Bühne nicht nur in den Dimensionen vergrößerte Versionen von Zeichnungen sehen wollte. Damiani wollte sich stärker in die Realisierung von Bühnenbildner einbringen und suchte den persönlichen Kontakt mit Bühnenmalern und Dekorationsbauern. Er begann als erster, detaillierte Zeichnungen anstelle ungefährer Skizzen abzuliefern, die dann unmittelbar von den Werkstätten umgesetzt werden konnten. Zudem arbeitete er persönlich mit, etwa im Malersaal sowie bei der Einrichtung auf der Bühne. Zunächst traf dies auf enormen Widerstand, anfangs am Piccolo Teatro, aber auch an der Scala, wo sich die für die Ausstattung zuständigen Chefs düpiert fühlten. Zumal an der Scala aber auch in Florenz (bei Der feurige Engel von Sergei Prokofjew in Strehlers Regie), wo man jeweils noch traditionelle Kulissenmalerei gewohnt war, hatte es Damiani anfangs schwer und konnte nur unter großen Mühen seine Ideen eines weniger gemalten als vielmehr tatsächlich gebauten Raumes durchsetzen. Heute zählt Damianis damals mit Argwohn verfolgtes Begehren, die Ausführung seiner Arbeiten zu kontrollieren und mitzugestalten sowie exakte Detailskizzen abzuliefern, zum Alltag von Bühnenbildnern.
In der Bühnenbeleuchtung führte Damiani ebenfalls zahlreiche Neuerungen ein. Für Le baruffe chiozzote montierte er das Oberlicht so, dass die Scheinwerfer auf Metallfolien strahlten, das Licht somit leicht gebrochen und diffus die Bühne erhellte. Dadurch konnte er die Qualität von Tageslicht nachahmen. Auch die erstmalige Verwendung von bis dahin am Theater unüblichen Lichtquellen, etwa Leuchtstofflampen, stellte eine Pioniertat dar, die heute längst Standard darstellt. Zudem sahen Damianis Entwürfe eine exakte Lichtführung vor, mit konzentriertem Einsatz von Ober-, Gegen- und Seitenlicht, das die Räume in ihrer Dreidimensionalität stärker sichtbar machte. Hinzu kamen genaue Vorstellungen über die Lichtfarbe. Kennzeichnend für Damianis Ausstattungen waren oft helle Horizonte, vor denen unterschiedliche Licht- und Schattenzonen gruppiert waren. Somit war es möglich, die Darsteller vom Hintergrund abzuheben, sie gelegentlich wie Schattenrisse erscheinen zu lassen und damit auch neue Aussagen zu Stück und Interpretation zuzulassen. Andere Bühnenbildner wie Ezio Frigerio – der zusammen mit Strehler zahlreiche Anregungen Damianis fortsetzte – oder Robert Wilson haben diese Gestaltungselemente weiter verwendet und für ihre Zwecke adaptiert.
Beim Aufbau eines Bühnenbilds verfolgte Damiani die Idee, einen links geöffneten und rechts geschlossenen Raum herzustellen. Auf der linken Seite sollte ein Ausblick möglich sein, der dem Zuschauer die Möglichkeit eröffnen sollte, den Raum selbst mit Fantasie anzureichern und ihn quasi zu komplettieren. Auch die Idee, ein Stück in ein eigens entworfenes Portal zu stellen, durch das man auf die Szene blickt, stammt von Damiani und wurde von anderen Bühnenbildnern übernommen. Der Idee eines traditionellen Theatervorhangs, der sich zu Beginn öffnet und am Ende schließt, stand Damiani skeptisch gegenüber. Oft experimentierte er mit vorhanglosen Bühnenbildnern, die sich permanent dem Zuschauer erschließen, und Umbauten bei offener Szene.
Als Kostümbildner verließ Damiani ebenfalls den traditionellen Weg, lediglich die zugehörigen Skizzen bei der Schneiderei abzugeben. Als erster fotografierte er die Darsteller von vorne und von der Seite, um anhand dieser Bilder die Kostüme den Körpern der Schauspieler anzupassen.
Der deutsche Bühnenbildner Karl-Ernst Herrmann hat Damiani als das wichtigste Vorbild für seine Arbeit genannt.

## Filmografie (Auswahl)
- 1966: Le baruffe chiozzotte (Fernsehfilm)
- 1967: Die Entführung aus dem Serail (Fernsehfilm)
- 1968: Cavalleria rusticana (Fernsehfilm)
- 1972: Der Mann von La Mancha (Man of La Mancha)
- 1976: Macbeth (Fernsehfilm)
- 1987: Macbeth (Fernsehfilm)
- 1990: Wilhelm Tell (Fernsehfilm)